# Sexy Sushi
Sexy Sushi est un groupe d'electroclash français, composé de Rebeka Warrior (de son vrai nom Julia Lanoë, également chanteuse des groupes Mansfield.TYA et Kompromat) et Mitch Silver (de son vrai nom David Grellier). Le groupe est originaire de Nantes et de Saint-Nazaire (Loire-Atlantique).

## Biographie
Rebeka Warrior et Mitch Silver se rencontrent à Nantes en 2001. Pour leur premier concert, ils achètent des perruques et portent des lunettes à verres fumés, accessoires garantissant leur anonymat. Ce code vestimentaire et scénique ne les quittera plus. Leurs premiers albums ont été distribués sous forme de CD-R gravés par le biais de distributeurs alternatifs (tel Wonderground).
En 2009, Tu l'as bien mérité ! sort sur le label Scandale Records. Le groupe entame une tournée accompagnée d'une « roue de l'infortune » qui dicte l'ordre des morceaux. Elle contient également quelques pièges dont une case banqueroute qui peut, à tout moment, mettre fin au concert,.
L'album Cyril sort le 21 juin 2010 chez Label maison (L'autre distribution),. Deux titres sont accompagnés d'un clip : Marin et Love les tartes. Leur album Marre Marre Marre est également réédité, enrichi d'un livret. La même année, le groupe joue dans Au bord du monde, court-métrage de Cécile Bicler et Hervé Coqueret. Un groupe Facebook milite pour que Sexy Sushi représente la France à l'Eurovision 2011 ; le duo se déclare prêt.
En 2011, sort  la compilation Mauvaise foi. En octobre 2012, le groupe met en ligne une nouvelle chanson, Le Mystère des pommes, inspirée d'un épisode de l'émission de télévision Mystères. En 2013 sort J'aime mon pays, premier extrait du double album Vous n'allez pas repartir les mains vides ?, qui paraît en mai 2013,, accompagné d'une tournée intitulée Coucou toi Tour. À l'occasion de la sortie de ce single, le groupe propose à ses fans de réaliser leur propre clip de la chanson sous la forme d'un concours : « Le Farandole Contest »,. En mars 2014 parait une version vinyle bleue de l'album Vous n'allez pas repartir les mains vides ?, intitulé Vous en reprendrez bien une part ? En mars 2014, en collaboration avec l'artiste Théo Mercier, le groupe propose, à la maison des arts et de la culture de Créteil, un spectacle intitulé Du futur faisons table rase.
Depuis 2013, le groupe n'officie plus, Rebeka Warrior et Silver Mitch font une carrière solo chacun de leur côté. Lors d'une interview en 2022, Rebeka Warrior n'exclut pas un retour de Sexy Sushi mais dans un horizon lointain car « c'est un truc très jeune ou très vieux. Là, en ce moment je pense que ni Mitch ni moi n'avons envie de nous y coller ».

## Style musical
Leur style musical, qualifié d'electroclash ou de techno-punk, évoque avant tout des « thèmes sexuels mais aussi politico-sociaux, portés par des textes crus », proches d'une certaine forme d'anarchisme et de dadaïsme,. Leur style musical est également qualifié d'« electro-trash ». Carla Bruni est citée dans L'Idole des connes, quant à Rachida Dati et Jean-Pierre Pernaut deux titres respectifs leur sont consacrés : À bien regarder, Rachida et Meurs meurs Jean-Pierre Pernault qui fera polémique lors de la sortie.
Influencé par l'actionnisme viennois, le groupe propose des concerts qui s'apparentent à des performances artistiques, dans la tradition punk et qui se démarquent par leur aspect « foutraque » : « la chanteuse asperge la fosse de bière, grimpe sur les enceintes et autres balcons, crache sur le public avant de lui sauter dessus, lui met involontairement quelques coups de pied de micro, et enfin l’invite à monter sur scène, contre l’avis du service de sécurité très légèrement irrité par ce grand n’importe quoi,. »

## Discographie

### Titres inédits
Titres principalement proposés en téléchargement ou en écoute, et de façon épisodique, sur le site officiel du groupe :
- Je veux pas d'un homme à petite bite (reprise de Short Dick Man de 20 Fingers)
- The Bachelor Edit (remix de la chanson Elle est d'ailleurs de Pierre Bachelet)
- À genoux
- À tort ou à raison
- La mort sur le dancefloor (prestation live, en duo avec Vitalic) - ce titre figure également sur l'album Rave Age de Vitalic
- L'Hôtesse mal baisée (DJ SET)
- Coucou toi (bonus track iTunes)[22],[23]
- J'aime mon chenil (bonus track iTunes)[22],[23]
- La Politesse[24]